# Tour del Benelux 2021
La 17.ª edición de la competición ciclista Tour del Benelux fue una carrera de ciclismo en ruta por etapas que se celebró entre el 30 de agosto y el 5 de septiembre de 2021 en los países de Bélgica y los Países Bajos con inicio en la ciudad de Surhuisterveen y final en la de Geraardsbergen sobre un recorrido de 1091,6 kilómetros.
La carrera formó parte del UCI WorldTour 2021, calendario ciclístico de máximo nivel mundial, siendo la vigésima sexta carrera de dicho circuito y fue ganada por el italiano Sonny Colbrelli del Bahrain Victorious. Completaron el podio, como segundo y tercer clasificado respectivamente, el esloveno Matej Mohorič, compañero de equipo del vencedor, y el belga Victor Campenaerts del Qhubeka NextHash.

## Equipos participantes
Tomaron parte en la carrera 22 equipos: 19 de categoría UCI WorldTeam y 3 de categoría UCI ProTeam, quienes conformaron un pelón de 152 ciclistas de los cuales finalizaron 93. Los equipos participantes fueron:
| WorldTeams (19)- Deceuninck-Quick Step - Lotto Soudal - AG2R Citroën Team - Astana-Premier Tech - Bahrain Victorious - Bora-Hansgrohe - Cofidis - EF Education-Nippo - Groupama-FDJ - Ineos Grenadiers - Intermarché-Wanty-Gobert Matériaux - Israel Start-Up Nation - Jumbo-Visma - Movistar Team - Team BikeExchange - Team DSM - Qhubeka NextHash - Trek-Segafredo - UAE Team Emirates ProTeams (3)- Alpecin-Fenix - Bingoal Pauwels Sauces WB - Sport Vlaanderen-Baloise |
| |

## Recorrido
| Etapa     | Fecha     | Recorrido                               | type                    | Distancia (km) | Desnivel (m) | Ganador            | Líder            |
| --------- | --------- | --------------------------------------- | ----------------------- | -------------- | ------------ | ------------------ | ---------------- |
| 1.ª etapa | 30 de ago | Surhuisterveen – Dokkum                 | etapa llana             | 169,6          | 87 m         | Tim Merlier        | Tim Merlier      |
| 2.ª etapa | 31 de ago | Lelystad – Lelystad                     | contrarreloj individual | 11,1           | 3 m          | Stefan Bissegger   | Stefan Bissegger |
| 3.ª etapa | 1 de sep  | Essen – Hoogerheide                     | etapa llana             | 168,3          | 256 m        | Taco van der Hoorn | Stefan Bissegger |
| 4.ª etapa | 2 de sep  | Aalter – Ardooie                        | etapa llana             | 166,1          | 462 m        | Tim Merlier        | Stefan Bissegger |
| 5.ª etapa | 3 de sep  | Riemst – Bilzen                         | etapa escarpada         | 192            | 1732 m       | Caleb Ewan         | Stefan Küng      |
| 6.ª etapa | 4 de sep  | Ottignies-Louvain-la-Neuve – Houffalize | etapa escarpada         | 207,6          | 3224 m       | Sonny Colbrelli    | Sonny Colbrelli  |
| 7.ª etapa | 5 de sep  | Namur – Geraardsbergen                  | etapa escarpada         | 180,9          | 1348 m       | Matej Mohorič      | Sonny Colbrelli  |

## Desarrollo de la carrera

### 1.ª etapa
| Surhuisterveen - Dokkum | etapa llana | (169,6 km) |

| \| Clasificación de la etapa \| Clasificación de la etapa \| Clasificación de la etapa \| Clasificación de la etapa \| Clasificación de la etapa \| \| Ciclista \| Ciclista \| Equipo \| Tiempo \| \| \| ------------------------- \| ------------------------- \| ---------------------------------- \| ------------------------- \| ------------------------- \| \| 1.º \| Tim Merlier \| Alpecin-Fenix \| 3 h 32 min 20 s \| \| \| 2.º \| Phil Bauhaus \| Bahrain Victorious \| + 0 s \| \| \| 3.º \| Álvaro Hodeg \| Deceuninck-Quick Step \| + 0 s \| \| \| 4.º \| Fernando Gaviria \| UAE Team Emirates \| + 0 s \| \| \| 5.º \| Mads Pedersen \| Trek-Segafredo \| + 0 s \| \| \| 6.º \| Danny van Poppel \| Intermarché-Wanty-Gobert Matériaux \| + 0 s \| \| \| 7.º \| Max Walscheid \| Qhubeka NextHash \| + 0 s \| \| \| 8.º \| Stanisław Aniołkowski \| Bingoal Pauwels Sauces WB \| + 0 s \| \| \| 9.º \| Mike Teunissen \| Jumbo-Visma \| + 0 s \| \| \| 10.º \| Christophe Laporte \| Cofidis \| + 0 s \| \| |                       |                                    |                 |
| |                       |                                    |                 |
| Fuente: ProCyclingStats |                       |                                    |                 |
| Clasificación de la etapa |                       |                                    |                 |
| Ciclista | Ciclista              | Equipo                             | Tiempo          |
| 1.º | Tim Merlier           | Alpecin-Fenix                      | 3 h 32 min 20 s |
| 2.º | Phil Bauhaus          | Bahrain Victorious                 | + 0 s           |
| 3.º | Álvaro Hodeg          | Deceuninck-Quick Step              | + 0 s           |
| 4.º | Fernando Gaviria      | UAE Team Emirates                  | + 0 s           |
| 5.º | Mads Pedersen         | Trek-Segafredo                     | + 0 s           |
| 6.º | Danny van Poppel      | Intermarché-Wanty-Gobert Matériaux | + 0 s           |
| 7.º | Max Walscheid         | Qhubeka NextHash                   | + 0 s           |
| 8.º | Stanisław Aniołkowski | Bingoal Pauwels Sauces WB          | + 0 s           |
| 9.º | Mike Teunissen        | Jumbo-Visma                        | + 0 s           |
| 10.º | Christophe Laporte    | Cofidis                            | + 0 s           |

| \| Clasificación general \| Clasificación general \| Clasificación general \| Clasificación general \| Clasificación general \| \| Ciclista \| Ciclista \| Equipo \| Tiempo \| \| \| --------------------- \| --------------------- \| --------------------- \| --------------------- \| --------------------- \| \| 1.º \| Tim Merlier \| Alpecin-Fenix \| 3 h 32 min 10 s \| \| \| 2.º \| Phil Bauhaus \| Bahrain Victorious \| + 4 s \| \| \| 3.º \| Álvaro Hodeg \| Deceuninck-Quick Step \| + 6 s \| \| \| 4.º \| Mike Teunissen \| Jumbo-Visma \| + 6 s \| \| \| 5.º \| Matej Mohorič \| Bahrain Victorious \| + 6 s \| \| \| 6.º \| Tiesj Benoot \| Team DSM \| + 7 s \| \| \| 7.º \| Lukas Pöstlberger \| Bora-Hansgrohe \| + 7 s \| \| \| 8.º \| Sonny Colbrelli \| Bahrain Victorious \| + 8 s \| \| \| 9.º \| Kasper Asgreen \| Deceuninck-Quick Step \| + 8 s \| \| \| 10.º \| Fernando Gaviria \| UAE Team Emirates \| + 10 s \| \| |                   |                       |                 |
| |                   |                       |                 |
| Fuente: ProCyclingStats |                   |                       |                 |
| Clasificación general |                   |                       |                 |
| Ciclista | Ciclista          | Equipo                | Tiempo          |
| 1.º | Tim Merlier       | Alpecin-Fenix         | 3 h 32 min 10 s |
| 2.º | Phil Bauhaus      | Bahrain Victorious    | + 4 s           |
| 3.º | Álvaro Hodeg      | Deceuninck-Quick Step | + 6 s           |
| 4.º | Mike Teunissen    | Jumbo-Visma           | + 6 s           |
| 5.º | Matej Mohorič     | Bahrain Victorious    | + 6 s           |
| 6.º | Tiesj Benoot      | Team DSM              | + 7 s           |
| 7.º | Lukas Pöstlberger | Bora-Hansgrohe        | + 7 s           |
| 8.º | Sonny Colbrelli   | Bahrain Victorious    | + 8 s           |
| 9.º | Kasper Asgreen    | Deceuninck-Quick Step | + 8 s           |
| 10.º | Fernando Gaviria  | UAE Team Emirates     | + 10 s          |

### 2.ª etapa
| Lelystad - Lelystad | contrarreloj individual | (11,1 km) |

| \| Clasificación de la etapa \| Clasificación de la etapa \| Clasificación de la etapa \| Clasificación de la etapa \| Clasificación de la etapa \| \| Ciclista \| Ciclista \| Equipo \| Tiempo \| \| \| ------------------------- \| ------------------------- \| ------------------------- \| ------------------------- \| ------------------------- \| \| 1.º \| Stefan Bissegger \| EF Education-Nippo \| 12 min 08 s \| \| \| 2.º \| Edoardo Affini \| Jumbo-Visma \| + 15 s \| \| \| 3.º \| Stefan Küng \| Groupama-FDJ \| + 20 s \| \| \| 4.º \| Kasper Asgreen \| Deceuninck-Quick Step \| + 21 s \| \| \| 5.º \| Max Walscheid \| Qhubeka NextHash \| + 22 s \| \| \| 6.º \| Tom Dumoulin \| Jumbo-Visma \| + 23 s \| \| \| 7.º \| Søren Kragh Andersen \| Team DSM \| + 24 s \| \| \| 8.º \| Victor Campenaerts \| Qhubeka NextHash \| + 26 s \| \| \| 9.º \| Christophe Laporte \| Cofidis \| + 29 s \| \| \| 10.º \| Brandon McNulty \| UAE Team Emirates \| + 31 s \| \| |                      |                       |             |
| |                      |                       |             |
| Fuente: ProCyclingStats |                      |                       |             |
| Clasificación de la etapa |                      |                       |             |
| Ciclista | Ciclista             | Equipo                | Tiempo      |
| 1.º | Stefan Bissegger     | EF Education-Nippo    | 12 min 08 s |
| 2.º | Edoardo Affini       | Jumbo-Visma           | + 15 s      |
| 3.º | Stefan Küng          | Groupama-FDJ          | + 20 s      |
| 4.º | Kasper Asgreen       | Deceuninck-Quick Step | + 21 s      |
| 5.º | Max Walscheid        | Qhubeka NextHash      | + 22 s      |
| 6.º | Tom Dumoulin         | Jumbo-Visma           | + 23 s      |
| 7.º | Søren Kragh Andersen | Team DSM              | + 24 s      |
| 8.º | Victor Campenaerts   | Qhubeka NextHash      | + 26 s      |
| 9.º | Christophe Laporte   | Cofidis               | + 29 s      |
| 10.º | Brandon McNulty      | UAE Team Emirates     | + 31 s      |

| \| Clasificación general \| Clasificación general \| Clasificación general \| Clasificación general \| Clasificación general \| \| Ciclista \| Ciclista \| Equipo \| Tiempo \| \| \| --------------------- \| --------------------- \| --------------------- \| --------------------- \| --------------------- \| \| 1.º \| Stefan Bissegger \| EF Education-Nippo \| 3 h 44 min 28 s \| \| \| 2.º \| Kasper Asgreen \| Deceuninck-Quick Step \| + 19 s \| \| \| 3.º \| Stefan Küng \| Groupama-FDJ \| + 20 s \| \| \| 4.º \| Max Walscheid \| Qhubeka NextHash \| + 22 s \| \| \| 5.º \| Victor Campenaerts \| Qhubeka NextHash \| + 26 s \| \| \| 6.º \| Christophe Laporte \| Cofidis \| + 29 s \| \| \| 7.º \| Matej Mohorič \| Bahrain Victorious \| + 36 s \| \| \| 8.º \| Luke Durbridge \| BikeExchange \| + 39 s \| \| \| 9.º \| Sonny Colbrelli \| Bahrain Victorious \| + 42 s \| \| \| 10.º \| Tim Wellens \| Lotto-Soudal \| + 46 s \| \| |                    |                       |                 |
| |                    |                       |                 |
| Fuente: ProCyclingStats |                    |                       |                 |
| Clasificación general |                    |                       |                 |
| Ciclista | Ciclista           | Equipo                | Tiempo          |
| 1.º | Stefan Bissegger   | EF Education-Nippo    | 3 h 44 min 28 s |
| 2.º | Kasper Asgreen     | Deceuninck-Quick Step | + 19 s          |
| 3.º | Stefan Küng        | Groupama-FDJ          | + 20 s          |
| 4.º | Max Walscheid      | Qhubeka NextHash      | + 22 s          |
| 5.º | Victor Campenaerts | Qhubeka NextHash      | + 26 s          |
| 6.º | Christophe Laporte | Cofidis               | + 29 s          |
| 7.º | Matej Mohorič      | Bahrain Victorious    | + 36 s          |
| 8.º | Luke Durbridge     | BikeExchange          | + 39 s          |
| 9.º | Sonny Colbrelli    | Bahrain Victorious    | + 42 s          |
| 10.º | Tim Wellens        | Lotto-Soudal          | + 46 s          |

### 3.ª etapa
| Essen - Hoogerheide | etapa llana | (168,3 km) |

| \| Clasificación de la etapa \| Clasificación de la etapa \| Clasificación de la etapa \| Clasificación de la etapa \| Clasificación de la etapa \| \| Ciclista \| Ciclista \| Equipo \| Tiempo \| \| \| ------------------------- \| ------------------------- \| ---------------------------------- \| ------------------------- \| ------------------------- \| \| 1.º \| Taco van der Hoorn \| Intermarché-Wanty-Gobert Matériaux \| 3 h 40 min 23 s \| \| \| 2.º \| Mathias Norsgaard \| Movistar Team \| + 0 s \| \| \| 3.º \| Luke Durbridge \| BikeExchange \| + 0 s \| \| \| 4.º \| Samuele Battistella \| Astana-Premier Tech \| + 0 s \| \| \| 5.º \| Thimo Willems \| Sport Vlaanderen-Baloise \| + 0 s \| \| \| 6.º \| Peter Sagan \| Bora-Hansgrohe \| + 4 s \| \| \| 7.º \| Phil Bauhaus \| Bahrain Victorious \| + 4 s \| \| \| 8.º \| Danny van Poppel \| Intermarché-Wanty-Gobert Matériaux \| + 4 s \| \| \| 9.º \| Caleb Ewan \| Lotto-Soudal \| + 4 s \| \| \| 10.º \| Mads Pedersen \| Trek-Segafredo \| + 4 s \| \| |                     |                                    |                 |
| |                     |                                    |                 |
| Fuente: ProCyclingStats |                     |                                    |                 |
| Clasificación de la etapa |                     |                                    |                 |
| Ciclista | Ciclista            | Equipo                             | Tiempo          |
| 1.º | Taco van der Hoorn  | Intermarché-Wanty-Gobert Matériaux | 3 h 40 min 23 s |
| 2.º | Mathias Norsgaard   | Movistar Team                      | + 0 s           |
| 3.º | Luke Durbridge      | BikeExchange                       | + 0 s           |
| 4.º | Samuele Battistella | Astana-Premier Tech                | + 0 s           |
| 5.º | Thimo Willems       | Sport Vlaanderen-Baloise           | + 0 s           |
| 6.º | Peter Sagan         | Bora-Hansgrohe                     | + 4 s           |
| 7.º | Phil Bauhaus        | Bahrain Victorious                 | + 4 s           |
| 8.º | Danny van Poppel    | Intermarché-Wanty-Gobert Matériaux | + 4 s           |
| 9.º | Caleb Ewan          | Lotto-Soudal                       | + 4 s           |
| 10.º | Mads Pedersen       | Trek-Segafredo                     | + 4 s           |

| \| Clasificación general \| Clasificación general \| Clasificación general \| Clasificación general \| Clasificación general \| \| Ciclista \| Ciclista \| Equipo \| Tiempo \| \| \| --------------------- \| --------------------- \| --------------------- \| --------------------- \| --------------------- \| \| 1.º \| Stefan Bissegger \| EF Education-Nippo \| 7 h 24 min 55 s \| \| \| 2.º \| Kasper Asgreen \| Deceuninck-Quick Step \| + 19 s \| \| \| 3.º \| Stefan Küng \| Groupama-FDJ \| + 20 s \| \| \| 4.º \| Luke Durbridge \| BikeExchange \| + 22 s \| \| \| 5.º \| Max Walscheid \| Qhubeka NextHash \| + 22 s \| \| \| 6.º \| Victor Campenaerts \| Qhubeka NextHash \| + 26 s \| \| \| 7.º \| Christophe Laporte \| Cofidis \| + 29 s \| \| \| 8.º \| Matej Mohorič \| Bahrain Victorious \| + 36 s \| \| \| 9.º \| Sonny Colbrelli \| Bahrain Victorious \| + 42 s \| \| \| 10.º \| Tim Wellens \| Lotto-Soudal \| + 46 s \| \| |                    |                       |                 |
| |                    |                       |                 |
| Fuente: ProCyclingStats |                    |                       |                 |
| Clasificación general |                    |                       |                 |
| Ciclista | Ciclista           | Equipo                | Tiempo          |
| 1.º | Stefan Bissegger   | EF Education-Nippo    | 7 h 24 min 55 s |
| 2.º | Kasper Asgreen     | Deceuninck-Quick Step | + 19 s          |
| 3.º | Stefan Küng        | Groupama-FDJ          | + 20 s          |
| 4.º | Luke Durbridge     | BikeExchange          | + 22 s          |
| 5.º | Max Walscheid      | Qhubeka NextHash      | + 22 s          |
| 6.º | Victor Campenaerts | Qhubeka NextHash      | + 26 s          |
| 7.º | Christophe Laporte | Cofidis               | + 29 s          |
| 8.º | Matej Mohorič      | Bahrain Victorious    | + 36 s          |
| 9.º | Sonny Colbrelli    | Bahrain Victorious    | + 42 s          |
| 10.º | Tim Wellens        | Lotto-Soudal          | + 46 s          |

### 4.ª etapa
| Aalter - Ardooie | etapa llana | (166,1 km) |

| \| Clasificación de la etapa \| Clasificación de la etapa \| Clasificación de la etapa \| Clasificación de la etapa \| Clasificación de la etapa \| \| Ciclista \| Ciclista \| Equipo \| Tiempo \| \| \| ------------------------- \| ------------------------- \| ---------------------------------- \| ------------------------- \| ------------------------- \| \| 1.º \| Tim Merlier \| Alpecin-Fenix \| 3 h 36 min 29 s \| \| \| 2.º \| Mads Pedersen \| Trek-Segafredo \| + 0 s \| \| \| 3.º \| Danny van Poppel \| Intermarché-Wanty-Gobert Matériaux \| + 0 s \| \| \| 4.º \| Peter Sagan \| Bora-Hansgrohe \| + 0 s \| \| \| 5.º \| Christophe Laporte \| Cofidis \| + 0 s \| \| \| 6.º \| Phil Bauhaus \| Bahrain Victorious \| + 0 s \| \| \| 7.º \| Fernando Gaviria \| UAE Team Emirates \| + 0 s \| \| \| 8.º \| Max Walscheid \| Qhubeka NextHash \| + 0 s \| \| \| 9.º \| Dylan Groenewegen \| Jumbo-Visma \| + 0 s \| \| \| 10.º \| Fabian Lienhard \| Groupama-FDJ \| + 0 s \| \| |                    |                                    |                 |
| |                    |                                    |                 |
| Fuente: ProCyclingStats |                    |                                    |                 |
| Clasificación de la etapa |                    |                                    |                 |
| Ciclista | Ciclista           | Equipo                             | Tiempo          |
| 1.º | Tim Merlier        | Alpecin-Fenix                      | 3 h 36 min 29 s |
| 2.º | Mads Pedersen      | Trek-Segafredo                     | + 0 s           |
| 3.º | Danny van Poppel   | Intermarché-Wanty-Gobert Matériaux | + 0 s           |
| 4.º | Peter Sagan        | Bora-Hansgrohe                     | + 0 s           |
| 5.º | Christophe Laporte | Cofidis                            | + 0 s           |
| 6.º | Phil Bauhaus       | Bahrain Victorious                 | + 0 s           |
| 7.º | Fernando Gaviria   | UAE Team Emirates                  | + 0 s           |
| 8.º | Max Walscheid      | Qhubeka NextHash                   | + 0 s           |
| 9.º | Dylan Groenewegen  | Jumbo-Visma                        | + 0 s           |
| 10.º | Fabian Lienhard    | Groupama-FDJ                       | + 0 s           |

| \| Clasificación general \| Clasificación general \| Clasificación general \| Clasificación general \| Clasificación general \| \| Ciclista \| Ciclista \| Equipo \| Tiempo \| \| \| --------------------- \| --------------------- \| --------------------- \| --------------------- \| --------------------- \| \| 1.º \| Stefan Bissegger \| EF Education-Nippo \| 11 h 01 min 24 s \| \| \| 2.º \| Kasper Asgreen \| Deceuninck-Quick Step \| + 13 s \| \| \| 3.º \| Luke Durbridge \| BikeExchange \| + 20 s \| \| \| 4.º \| Stefan Küng \| Groupama-FDJ \| + 20 s \| \| \| 5.º \| Max Walscheid \| Qhubeka NextHash \| + 22 s \| \| \| 6.º \| Christophe Laporte \| Cofidis \| + 26 s \| \| \| 7.º \| Victor Campenaerts \| Qhubeka NextHash \| + 26 s \| \| \| 8.º \| Matej Mohorič \| Bahrain Victorious \| + 36 s \| \| \| 9.º \| Tim Merlier \| Alpecin-Fenix \| + 40 s \| \| \| 10.º \| Sonny Colbrelli \| Bahrain Victorious \| + 40 s \| \| |                    |                       |                  |
| |                    |                       |                  |
| Fuente: ProCyclingStats |                    |                       |                  |
| Clasificación general |                    |                       |                  |
| Ciclista | Ciclista           | Equipo                | Tiempo           |
| 1.º | Stefan Bissegger   | EF Education-Nippo    | 11 h 01 min 24 s |
| 2.º | Kasper Asgreen     | Deceuninck-Quick Step | + 13 s           |
| 3.º | Luke Durbridge     | BikeExchange          | + 20 s           |
| 4.º | Stefan Küng        | Groupama-FDJ          | + 20 s           |
| 5.º | Max Walscheid      | Qhubeka NextHash      | + 22 s           |
| 6.º | Christophe Laporte | Cofidis               | + 26 s           |
| 7.º | Victor Campenaerts | Qhubeka NextHash      | + 26 s           |
| 8.º | Matej Mohorič      | Bahrain Victorious    | + 36 s           |
| 9.º | Tim Merlier        | Alpecin-Fenix         | + 40 s           |
| 10.º | Sonny Colbrelli    | Bahrain Victorious    | + 40 s           |

### 5.ª etapa
| Riemst - Bilzen | etapa escarpada | (192 km) |

| \| Clasificación de la etapa \| Clasificación de la etapa \| Clasificación de la etapa \| Clasificación de la etapa \| Clasificación de la etapa \| \| Ciclista \| Ciclista \| Equipo \| Tiempo \| \| \| ------------------------- \| ------------------------- \| ---------------------------------- \| ------------------------- \| ------------------------- \| \| 1.º \| Caleb Ewan \| Lotto-Soudal \| 4 h 26 min 24 s \| \| \| 2.º \| Sonny Colbrelli \| Bahrain Victorious \| + 0 s \| \| \| 3.º \| Danny van Poppel \| Intermarché-Wanty-Gobert Matériaux \| + 0 s \| \| \| 4.º \| Peter Sagan \| Bora-Hansgrohe \| + 0 s \| \| \| 5.º \| Jasper Stuyven \| Trek-Segafredo \| + 0 s \| \| \| 6.º \| Tim Merlier \| Alpecin-Fenix \| + 0 s \| \| \| 7.º \| Mike Teunissen \| Jumbo-Visma \| + 0 s \| \| \| 8.º \| Matej Mohorič \| Bahrain Victorious \| + 0 s \| \| \| 9.º \| Christophe Laporte \| Cofidis \| + 0 s \| \| \| 10.º \| Oliver Naesen \| AG2R Citroën Team \| + 0 s \| \| |                    |                                    |                 |
| |                    |                                    |                 |
| Fuente: ProCyclingStats |                    |                                    |                 |
| Clasificación de la etapa |                    |                                    |                 |
| Ciclista | Ciclista           | Equipo                             | Tiempo          |
| 1.º | Caleb Ewan         | Lotto-Soudal                       | 4 h 26 min 24 s |
| 2.º | Sonny Colbrelli    | Bahrain Victorious                 | + 0 s           |
| 3.º | Danny van Poppel   | Intermarché-Wanty-Gobert Matériaux | + 0 s           |
| 4.º | Peter Sagan        | Bora-Hansgrohe                     | + 0 s           |
| 5.º | Jasper Stuyven     | Trek-Segafredo                     | + 0 s           |
| 6.º | Tim Merlier        | Alpecin-Fenix                      | + 0 s           |
| 7.º | Mike Teunissen     | Jumbo-Visma                        | + 0 s           |
| 8.º | Matej Mohorič      | Bahrain Victorious                 | + 0 s           |
| 9.º | Christophe Laporte | Cofidis                            | + 0 s           |
| 10.º | Oliver Naesen      | AG2R Citroën Team                  | + 0 s           |

| \| Clasificación general \| Clasificación general \| Clasificación general \| Clasificación general \| Clasificación general \| \| Ciclista \| Ciclista \| Equipo \| Tiempo \| \| \| --------------------- \| --------------------- \| --------------------- \| --------------------- \| --------------------- \| \| 1.º \| Stefan Küng \| Groupama-FDJ \| 15 h 28 min 08 s \| \| \| 2.º \| Luke Durbridge \| BikeExchange \| + 2 s \| \| \| 3.º \| Christophe Laporte \| Cofidis \| + 6 s \| \| \| 4.º \| Victor Campenaerts \| Qhubeka NextHash \| + 6 s \| \| \| 5.º \| Sonny Colbrelli \| Bahrain Victorious \| + 14 s \| \| \| 6.º \| Matej Mohorič \| Bahrain Victorious \| + 16 s \| \| \| 7.º \| Tim Merlier \| Alpecin-Fenix \| + 20 s \| \| \| 8.º \| Tim Wellens \| Lotto-Soudal \| + 25 s \| \| \| 9.º \| Tiesj Benoot \| Team DSM \| + 26 s \| \| \| 10.º \| Lukas Pöstlberger \| Bora-Hansgrohe \| + 28 s \| \| |                    |                    |                  |
| |                    |                    |                  |
| Fuente: ProCyclingStats |                    |                    |                  |
| Clasificación general |                    |                    |                  |
| Ciclista | Ciclista           | Equipo             | Tiempo           |
| 1.º | Stefan Küng        | Groupama-FDJ       | 15 h 28 min 08 s |
| 2.º | Luke Durbridge     | BikeExchange       | + 2 s            |
| 3.º | Christophe Laporte | Cofidis            | + 6 s            |
| 4.º | Victor Campenaerts | Qhubeka NextHash   | + 6 s            |
| 5.º | Sonny Colbrelli    | Bahrain Victorious | + 14 s           |
| 6.º | Matej Mohorič      | Bahrain Victorious | + 16 s           |
| 7.º | Tim Merlier        | Alpecin-Fenix      | + 20 s           |
| 8.º | Tim Wellens        | Lotto-Soudal       | + 25 s           |
| 9.º | Tiesj Benoot       | Team DSM           | + 26 s           |
| 10.º | Lukas Pöstlberger  | Bora-Hansgrohe     | + 28 s           |

### 6.ª etapa
| Ottignies-Louvain-la-Neuve - Houffalize | etapa escarpada | (207,6 km) |

| \| Clasificación de la etapa \| Clasificación de la etapa \| Clasificación de la etapa \| Clasificación de la etapa \| Clasificación de la etapa \| \| Ciclista \| Ciclista \| Equipo \| Tiempo \| \| \| ------------------------- \| ------------------------- \| ------------------------- \| ------------------------- \| ------------------------- \| \| 1.º \| Sonny Colbrelli \| Bahrain Victorious \| 4 h 55 min 27 s \| \| \| 2.º \| Matej Mohorič \| Bahrain Victorious \| + 42 s \| \| \| 3.º \| Jasper Stuyven \| Trek-Segafredo \| + 42 s \| \| \| 4.º \| Tiesj Benoot \| Team DSM \| + 42 s \| \| \| 5.º \| Victor Campenaerts \| Qhubeka NextHash \| + 42 s \| \| \| 6.º \| Tim Wellens \| Lotto-Soudal \| + 42 s \| \| \| 7.º \| Marc Hirschi \| UAE Team Emirates \| + 42 s \| \| \| 8.º \| Tom Dumoulin \| Jumbo-Visma \| + 42 s \| \| \| 9.º \| Nikias Arndt \| Team DSM \| + 1 min 02 s \| \| \| 10.º \| Gianni Vermeersch \| Alpecin-Fenix \| + 1 min 02 s \| \| |                    |                    |                 |
| |                    |                    |                 |
| Fuente: ProCyclingStats |                    |                    |                 |
| Clasificación de la etapa |                    |                    |                 |
| Ciclista | Ciclista           | Equipo             | Tiempo          |
| 1.º | Sonny Colbrelli    | Bahrain Victorious | 4 h 55 min 27 s |
| 2.º | Matej Mohorič      | Bahrain Victorious | + 42 s          |
| 3.º | Jasper Stuyven     | Trek-Segafredo     | + 42 s          |
| 4.º | Tiesj Benoot       | Team DSM           | + 42 s          |
| 5.º | Victor Campenaerts | Qhubeka NextHash   | + 42 s          |
| 6.º | Tim Wellens        | Lotto-Soudal       | + 42 s          |
| 7.º | Marc Hirschi       | UAE Team Emirates  | + 42 s          |
| 8.º | Tom Dumoulin       | Jumbo-Visma        | + 42 s          |
| 9.º | Nikias Arndt       | Team DSM           | + 1 min 02 s    |
| 10.º | Gianni Vermeersch  | Alpecin-Fenix      | + 1 min 02 s    |

| \| Clasificación general \| Clasificación general \| Clasificación general \| Clasificación general \| Clasificación general \| \| Ciclista \| Ciclista \| Equipo \| Tiempo \| \| \| --------------------- \| --------------------- \| --------------------- \| --------------------- \| --------------------- \| \| 1.º \| Sonny Colbrelli \| Bahrain Victorious \| 20 h 23 min 30 s \| \| \| 2.º \| Matej Mohorič \| Bahrain Victorious \| + 51 s \| \| \| 3.º \| Victor Campenaerts \| Qhubeka NextHash \| + 53 s \| \| \| 4.º \| Stefan Küng \| Groupama-FDJ \| + 1 min 07 s \| \| \| 5.º \| Luke Durbridge \| BikeExchange \| + 1 min 09 s \| \| \| 6.º \| Tim Wellens \| Lotto-Soudal \| + 1 min 09 s \| \| \| 7.º \| Jasper Stuyven \| Trek-Segafredo \| + 1 min 16 s \| \| \| 8.º \| Tiesj Benoot \| Team DSM \| + 1 min 33 s \| \| \| 9.º \| Mike Teunissen \| Jumbo-Visma \| + 1 min 40 s \| \| \| 10.º \| Kasper Asgreen \| Deceuninck-Quick Step \| + 1 min 42 s \| \| |                    |                       |                  |
| |                    |                       |                  |
| Fuente: ProCyclingStats |                    |                       |                  |
| Clasificación general |                    |                       |                  |
| Ciclista | Ciclista           | Equipo                | Tiempo           |
| 1.º | Sonny Colbrelli    | Bahrain Victorious    | 20 h 23 min 30 s |
| 2.º | Matej Mohorič      | Bahrain Victorious    | + 51 s           |
| 3.º | Victor Campenaerts | Qhubeka NextHash      | + 53 s           |
| 4.º | Stefan Küng        | Groupama-FDJ          | + 1 min 07 s     |
| 5.º | Luke Durbridge     | BikeExchange          | + 1 min 09 s     |
| 6.º | Tim Wellens        | Lotto-Soudal          | + 1 min 09 s     |
| 7.º | Jasper Stuyven     | Trek-Segafredo        | + 1 min 16 s     |
| 8.º | Tiesj Benoot       | Team DSM              | + 1 min 33 s     |
| 9.º | Mike Teunissen     | Jumbo-Visma           | + 1 min 40 s     |
| 10.º | Kasper Asgreen     | Deceuninck-Quick Step | + 1 min 42 s     |

### 7.ª etapa
| Namur - Geraardsbergen | etapa escarpada | (180,9 km) |

| \| Clasificación de la etapa \| Clasificación de la etapa \| Clasificación de la etapa \| Clasificación de la etapa \| Clasificación de la etapa \| \| Ciclista \| Ciclista \| Equipo \| Tiempo \| \| \| ------------------------- \| ------------------------- \| ---------------------------------- \| ------------------------- \| ------------------------- \| \| 1.º \| Matej Mohorič \| Bahrain Victorious \| 3 h 50 min 56 s \| \| \| 2.º \| Sonny Colbrelli \| Bahrain Victorious \| + 11 s \| \| \| 3.º \| Tom Dumoulin \| Jumbo-Visma \| + 15 s \| \| \| 4.º \| Christophe Laporte \| Cofidis \| + 22 s \| \| \| 5.º \| Fred Wright \| Bahrain Victorious \| + 22 s \| \| \| 6.º \| Danny van Poppel \| Intermarché-Wanty-Gobert Matériaux \| + 24 s \| \| \| 7.º \| Tom Van Asbroeck \| Israel Start-Up Nation \| + 24 s \| \| \| 8.º \| Greg Van Avermaet \| AG2R Citroën Team \| + 24 s \| \| \| 9.º \| Tiesj Benoot \| Team DSM \| + 24 s \| \| \| 10.º \| Peter Sagan \| Bora-Hansgrohe \| + 24 s \| \| |                    |                                    |                 |
| |                    |                                    |                 |
| Fuente: ProCyclingStats |                    |                                    |                 |
| Clasificación de la etapa |                    |                                    |                 |
| Ciclista | Ciclista           | Equipo                             | Tiempo          |
| 1.º | Matej Mohorič      | Bahrain Victorious                 | 3 h 50 min 56 s |
| 2.º | Sonny Colbrelli    | Bahrain Victorious                 | + 11 s          |
| 3.º | Tom Dumoulin       | Jumbo-Visma                        | + 15 s          |
| 4.º | Christophe Laporte | Cofidis                            | + 22 s          |
| 5.º | Fred Wright        | Bahrain Victorious                 | + 22 s          |
| 6.º | Danny van Poppel   | Intermarché-Wanty-Gobert Matériaux | + 24 s          |
| 7.º | Tom Van Asbroeck   | Israel Start-Up Nation             | + 24 s          |
| 8.º | Greg Van Avermaet  | AG2R Citroën Team                  | + 24 s          |
| 9.º | Tiesj Benoot       | Team DSM                           | + 24 s          |
| 10.º | Peter Sagan        | Bora-Hansgrohe                     | + 24 s          |

## Clasificaciones finales
- Las clasificaciones finalizaron de la siguiente forma:[2]

### Clasificación general
| \| Clasificación general \| Clasificación general \| Clasificación general \| Clasificación general \| Clasificación general \| \| Ciclista \| Ciclista \| Equipo \| Tiempo \| \| \| --------------------- \| --------------------- \| --------------------- \| --------------------- \| --------------------- \| \| 1.º \| Sonny Colbrelli \| Bahrain Victorious \| 24 h 14 min 29 s \| \| \| 2.º \| Matej Mohorič \| Bahrain Victorious \| + 29 s \| \| \| 3.º \| Victor Campenaerts \| Qhubeka NextHash \| + 1 min 14 s \| \| \| 4.º \| Tim Wellens \| Lotto-Soudal \| + 1 min 26 s \| \| \| 5.º \| Stefan Küng \| Groupama-FDJ \| + 1 min 28 s \| \| \| 6.º \| Luke Durbridge \| BikeExchange \| + 1 min 30 s \| \| \| 7.º \| Jasper Stuyven \| Trek-Segafredo \| + 1 min 37 s \| \| \| 8.º \| Tiesj Benoot \| Team DSM \| + 1 min 54 s \| \| \| 9.º \| Tom Dumoulin \| Jumbo-Visma \| + 1 min 55 s \| \| \| 10.º \| Mike Teunissen \| Jumbo-Visma \| + 2 min 01 s \| \| |                    |                    |                  |
| |                    |                    |                  |
| Fuente: ProCyclingStats |                    |                    |                  |
| Clasificación general |                    |                    |                  |
| Ciclista | Ciclista           | Equipo             | Tiempo           |
| 1.º | Sonny Colbrelli    | Bahrain Victorious | 24 h 14 min 29 s |
| 2.º | Matej Mohorič      | Bahrain Victorious | + 29 s           |
| 3.º | Victor Campenaerts | Qhubeka NextHash   | + 1 min 14 s     |
| 4.º | Tim Wellens        | Lotto-Soudal       | + 1 min 26 s     |
| 5.º | Stefan Küng        | Groupama-FDJ       | + 1 min 28 s     |
| 6.º | Luke Durbridge     | BikeExchange       | + 1 min 30 s     |
| 7.º | Jasper Stuyven     | Trek-Segafredo     | + 1 min 37 s     |
| 8.º | Tiesj Benoot       | Team DSM           | + 1 min 54 s     |
| 9.º | Tom Dumoulin       | Jumbo-Visma        | + 1 min 55 s     |
| 10.º | Mike Teunissen     | Jumbo-Visma        | + 2 min 01 s     |

### Clasificación por puntos
| Clasificación por puntos | Clasificación por puntos | Clasificación por puntos           | Clasificación por puntos | Clasificación por puntos |
| Ciclista                 | Ciclista                 | Equipo                             | Puntos                   |                          |
| ------------------------ | ------------------------ | ---------------------------------- | ------------------------ | ------------------------ |
| 1.º                      | Danny van Poppel         | Intermarché-Wanty-Gobert Matériaux | 88 pts                   |                          |
| 2.º                      | Sonny Colbrelli          | Bahrain Victorious                 | 80 pts                   |                          |
| 3.º                      | Tim Merlier              | Alpecin-Fenix                      | 75 pts                   |                          |
| 4.º                      | Christophe Laporte       | Cofidis                            | 68 pts                   |                          |
| 5.º                      | Matej Mohorič            | Bahrain Victorious                 | 67 pts                   |                          |
| 6.º                      | Peter Sagan              | Bora-Hansgrohe                     | 63 pts                   |                          |
| 7.º                      | Phil Bauhaus             | Bahrain Victorious                 | 53 pts                   |                          |
| 8.º                      | Tom Dumoulin             | Jumbo-Visma                        | 49 pts                   |                          |
| 9.º                      | Jasper Stuyven           | Trek-Segafredo                     | 39 pts                   |                          |
| 10.º                     | Stefan Bissegger         | EF Education-Nippo                 | 30 pts                   |                          |

### Clasificación de la combatividad
| Clasificación de la combatividad | Clasificación de la combatividad | Clasificación de la combatividad | Clasificación de la combatividad | Clasificación de la combatividad |
| Ciclista                         | Ciclista                         | Equipo                           | Puntos                           |                                  |
| -------------------------------- | -------------------------------- | -------------------------------- | -------------------------------- | -------------------------------- |
| 1.º                              | Arjen Livyns                     | Bingoal Pauwels Sauces WB        | 56 pts                           |                                  |
| 2.º                              | Luke Durbridge                   | BikeExchange                     | 35 pts                           |                                  |
| 3.º                              | Thomas Sprengers                 | Sport Vlaanderen-Baloise         | 27 pts                           |                                  |
| 4.º                              | Matej Mohorič                    | Bahrain Victorious               | 20 pts                           |                                  |
| 5.º                              | Jack Bauer                       | BikeExchange                     | 20 pts                           |                                  |
| 6.º                              | Hugo Houle                       | Astana-Premier Tech              | 20 pts                           |                                  |
| 7.º                              | Kasper Asgreen                   | Deceuninck-Quick Step            | 16 pts                           |                                  |
| 8.º                              | Marc Hirschi                     | UAE Team Emirates                | 14 pts                           |                                  |
| 9.º                              | Samuele Battistella              | Astana-Premier Tech              | 14 pts                           |                                  |
| 10.º                             | Mathias Norsgaard                | Movistar Team                    | 10 pts                           |                                  |

### Clasificación por equipos
| Clasificación por equipos | Clasificación por equipos          | Clasificación por equipos | Clasificación por equipos |
| Equipo                    | Equipo                             | Tiempo                    |                           |
| ------------------------- | ---------------------------------- | ------------------------- | ------------------------- |
| 1.º                       | Bahrain Victorious                 | 72 h 47 min 35 s          |                           |
| 2.º                       | Alpecin-Fenix                      | + 9 min 00 s              |                           |
| 3.º                       | Ineos Grenadiers                   | + 9 min 44 s              |                           |
| 4.º                       | Jumbo-Visma                        | + 10 min 15 s             |                           |
| 5.º                       | Israel Start-Up Nation             | + 14 min 02 s             |                           |
| 6.º                       | UAE Team Emirates                  | + 17 min 51 s             |                           |
| 7.º                       | Lotto-Soudal                       | + 19 min 28 s             |                           |
| 8.º                       | Groupama-FDJ                       | + 27 min 42 s             |                           |
| 9.º                       | Intermarché-Wanty-Gobert Matériaux | + 28 min 52 s             |                           |
| 10.º                      | Qhubeka NextHash                   | + 31 min 30 s             |                           |

## Evolución de las clasificaciones
| Etapa                   | Vencedor                | Clasificación general | Clasificación por puntos | Clasificación de la combatividad | Clasificación por equipos |
| ----------------------- | ----------------------- | --------------------- | ------------------------ | -------------------------------- | ------------------------- |
| 1.ª                     | Tim Merlier             | Tim Merlier           | Tim Merlier              | Arjen Livyns                     | Bahrain Victorious        |
| 2.ª                     | Stefan Bissegger        | Stefan Bissegger      | Stefan Bissegger         | Arjen Livyns                     | Qhubeka NextHash          |
| 3.ª                     | Taco van der Hoorn      | Stefan Bissegger      | Phil Bauhaus             | Luke Durbridge                   | Qhubeka NextHash          |
| 4.ª                     | Tim Merlier             | Stefan Bissegger      | Tim Merlier              | Arjen Livyns                     | Qhubeka NextHash          |
| 5.ª                     | Caleb Ewan              | Stefan Küng           | Tim Merlier              | Arjen Livyns                     | Qhubeka NextHash          |
| 6.ª                     | Sonny Colbrelli         | Sonny Colbrelli       | Tim Merlier              | Arjen Livyns                     | Bahrain Victorious        |
| 7.ª                     | Matej Mohorič           | Sonny Colbrelli       | Danny van Poppel         | Arjen Livyns                     | Bahrain Victorious        |
| Clasificaciones finales | Clasificaciones finales | Sonny Colbrelli       | Danny van Poppel         | Arjen Livyns                     | Bahrain Victorious        |

## Ciclistas participantes y posiciones finales
Convenciones:
- AB-N: Abandono en la etapa N
- FLT-N: Retiro por llegada fuera del límite de tiempo en la etapa N
- NTS-N: No tomó la salida para la etapa N
- DES-N: Descalificado o expulsado en la etapa N

## UCI World Ranking
El Tour del Benelux otorgó puntos para el UCI World Ranking para corredores de los equipos en las categorías UCI WorldTeam, UCI ProTeam y Continental. Las siguientes tablas son el baremo de puntuación y los 10 corredores que obtuvieron más puntos:
| Posición              | 1.º | 2.º | 3.º | 4.º | 5.º | 6.º | 7.º | 8.º | 9.º | 10.º | 11.º | 12.º | 13.º | 14.º | 15.º | 16.º-20.º | 21.º-30.º | 31.º-50.º | 51.º-55.º | 56.º-60.º |
| Clasificación general | 400 | 320 | 260 | 220 | 180 | 140 | 120 | 100 | 80  | 68   | 56   | 48   | 40   | 32   | 28   | 24        | 16        | 8         | 4         | 2         |
| Por etapa             | 50  | 20  | 8   |     |     |     |     |     |     |      |      |      |      |      |      |           |           |           |           |           |
| Líder                 | 8   |     |     |     |     |     |     |     |     |      |      |      |      |      |      |           |           |           |           |           |

| Clasificación |                    |                    |         |       |       |       |
| Posición      | Ciclista           | Equipo             | General | Etapa | Líder | Total |
| ------------- | ------------------ | ------------------ | ------- | ----- | ----- | ----- |
| 1.º           | Sonny Colbrelli    | Bahrain Victorious | 400     | 90    | 8     | 498   |
| 2.º           | Matej Mohorič      | Bahrain Victorious | 320     | 70    | -     | 390   |
| 3.º           | Victor Campenaerts | Qhubeka NextHash   | 260     | -     | -     | 260   |
| 4.º           | Tim Wellens        | Lotto Soudal       | 220     | -     | -     | 220   |
| 5.º           | Stefan Küng        | Groupama-FDJ       | 180     | 8     | 8     | 196   |
| 6.º           | Luke Durbridge     | BikeExchange       | 140     | 8     | -     | 148   |
| 7.º           | Jasper Stuyven     | Trek-Segafredo     | 120     | 8     | -     | 128   |
| 8.º           | Tim Merlier        | Alpecin-Fenix      | 2       | 100   | 8     | 110   |
| 9.º           | Tiesj Benoot       | DSM                | 100     | -     | -     | 100   |
| 10.º          | Tom Dumoulin       | Jumbo-Visma        | 80      | 8     | -     | 88    |